# Elizabeth Brooke
Elizabeth Brooke, marchesa di Northampton (25 giugno 1526 – 2 aprile 1565), è stata una nobildonna inglese.

## Biografia
Figlia maggiore di George Brooke, IX barone di Cobham, e di sua moglie, Anne Braye, nipote di Thomas Wyatt e Elizabeth Brooke.
Cognata di Catherine Parr, sesta moglie di Enrico VIII. Thomas Wyatt il Giovane, suo cugino, era leader di una ribellione contro la regina Maria. Ribellione che vide coinvolta tutta la famiglia. Divenne uno delle cortigiani più influenti durante il regno di Elisabetta I. Elizabeth viene descritta come vivace, gentile, una delle più belle donne di corte.

## A corte
Entrò a corte all'età di quattordici anni, come una damigella d'onore della regina Catherine Howard. Quando, il re, Enrico VIII scoprì il suo adulterio, Catherine Howard venne condannata a morte. L'ambasciatore imperiale scrisse il re stava prestando particolare attenzione a Elizabeth, come una possibile candidata come moglie numero sei.
Il suo amante, William Parr, era un amico del figlio illegittimo di Enrico VIII, Henry Fitzroy, duca di Richmond, in quel periodo ben voluto a corte. Era un uomo sposato, ma aveva già avuto una relazione con un'altra damigella d'onore, la zia materna, Dorothy Bray, baronessa Chandos.
Elizabeth si innamorò di William Parr nel periodo in cui il re aveva scelto la sorella di William, Catherine, come la sua sesta moglie, e il loro rapporto divenne rapidamente di dominio pubblico. Con questo matrimonio William divenne cognato del re e considerata una persona favorita a corte, decisamente un buon partito per Elizabeth, solo se fosse stato libero di sposarsi. Il suo matrimonio fu un disastro fin dall'inizio e William passava il suo tempo tra le braccia di una successione di damigelle d'onore. Se Elizabeth avesse giocato bene le sue carte, avrebbe potuto ottenere un matrimonio rispettabile. Rimase con William per altri sei anni prima di sposarlo. Nonostante i quattro matrimoni annullati, per il cortigiano medio di quell'epoca, non era possibile ottenere il divorzio. L'ultima cosa di cui aveva bisogno Lord Cobham era un altro scandalo, dopo il comportamento infame di sua sorella. Enrico non sembrava aver offerto al cognato alcun sostegno ad ottenere l'annullamento, in quanto credeva fermamente che il matrimonio fosse un legame che non poteva essere rotto, a meno che non fosse lui a volersi liberare di una moglie indesiderata. Durante il regno di Enrico VIII, un uomo poteva divorziare dalla moglie, solo se si dimostrava che avesse commesso adulterio, come la prima moglie di William Parr, Anne Bourchier. Tuttavia, nonostante la legge gli impedisse di risposarsi di nuovo,  gli fu permesso lo stesso, durante il regno di Edoardo VI.

## Dopo la morte di Enrico VIII
Dopo la morte di Enrico VIII, William e Elizabeth si trovarono in una situazione più favorevole. William era l'amato zio del nuovo re, Edoardo VI e nominato marchese di Northampton, per cui iniziò a fare pressione sul Consiglio per concedergli il divorzio. Inoltre erano molto preoccupati del fatto che, se Elizabeth fosse rimasta incinta, il loro bambino sarebbe quindi illegittimo, e quindi non era in grado di ereditare i titoli e le terre di Parr.
Northampton era un uomo popolare. Non era particolarmente capace, ma aveva amici nelle alte sfere. La commissione venne istituita, e comprendeva molti dei più alti sacerdoti nel paese, tra cui l'arcivescovo di Canterbury. Il tempo giocò a favore del conte, e almeno uno dei commissari, Sir Thomas Smith, fu felice di farsi corrompere da Parr. Molti membri della commissione sperarono di ottenere più soldi, o che Anne Bourchier, William Parr o Elizabeth Brooke morisse, per porre fine alla questione.
Purtroppo per la commissione, William Parr non era disposto ad aspettare più a lungo. Nell'estate del 1548, il marchese di Northampton sposò segretamente il suo amore di lunga data. Questo era legalmente vincolante, in quanto il suo primo matrimonio non era stato annullato. Tuttavia, ciò offrì la possibilità che, se un accordo di una futura commissione avesse concesso il divorzio, tutti i bambini nati da William e Elizabeth sarebbero poi essere legittimati. Circa sei mesi dopo, all'inizio del 1549, questo 'matrimonio' divenne di dominio pubblico.
Una volta venuto a conoscenza del matrimonio, Edward Seymour, il Lord Protettore, andò su tutte le furie. Edward si stava ancora riprendendo dal matrimonio clandestino della sorella di William, Catherine Parr, con il fratello ribelle del Protettore, Sir Thomas Seymour. Come capo di stato durante la minore età di Edoardo, ogni nobile che desiderasse sposarsi doveva ottenere il permesso di Somerset. Ma Catherine morì nel settembre 1548, privando gli sposi di un amico influente e protettore.
Nel 1549 un colpo di stato politico estromette Somerset, sostituito da un amico di Northampton, John Dudley, I° duca di Northumberland. John era favorevole alla coppia, così, il 31 marzo 1551, venne approvata una proposta di legge in Parlamento che portò all'annullamento del matrimonio di Parr con Anne Bourchier , riconoscendo Elizabeth Brooke come sua moglie legale. Per la prima volta, la coppia poteva abitare insieme a Winchester House, o a Southwark.  A venticinque anni, Elizabeth aveva ragione di essere molto felice. Aveva ottenuto un altissimo rango, e adesso, a corte, era una donna influente, amica del reggente e la zia del re.

## Maria I e Jane Grey
Il consiglio era molto preoccupato per la grave malattia che aveva colpito Edoardo VI. Elizabeth si rese conto che se la figlia di Enrico, Maria, fosse ascesa al trono, il loro stile di vita, e la validità del loro matrimonio, tutto sarebbe stato annullato. Perciò Elizabeth si avvicinò all'idea che Jane Grey, nipote della sorella di Enrico, Maria, sarebbe stata una regina più accettabile della figlia maggiore di Enrico. Jane sposò Guilford Dudley, mentre la figlia di sua sorella Catherine si era sposata con il nipote ed erede di Northampton, Henry Herbert.
All'ascesa di Maria I, gli furono confiscate tutte le loro terre e Northampton venne spogliato dei suoi titoli, come se non bastasse gli ordinarono anche di separarsi da Elizabeth, e di tornare dalla sua prima moglie, ora dama di compagnia e amica di Maria. Ora Parr rischiava di essere giustiziato per bigamia. Elizabeth venne sfrattata da casa sua, per cui fu costretta ad affidarsi alla carità della sua famiglia e dei suoi amici.

## Elisabetta I
Elizabeth, una volta damigella d'onore di Catherine Parr, era diventata vicina alla figliastra di Catherine, la principessa Elisabetta. Quando Maria I morì ed Elisabetta divenne regina d'Inghilterra, avvenne un grande cambiamento. Il suo matrimonio venne nuovamente validato, e riottenne la maggior parte dei suoi titoli e terre. La marchesa divenne così vicina a Elisabetta I, rivaleggiando con Robert Dudley.

## Morte
Nel 1564 le venne diagnosticato un cancro al seno. Con il fratello e la cognata, viaggiò ai Paesi Bassi, alla ricerca di un trattamento per alleviare la sua condizione. Incontrò medici da tutta Europa alla ricerca di una cura. Morì il 2 aprile 1565 piena di debiti. La regina rimase devastata. Cinque anni più tardi, Northampton sposò una certa Helena Snakenborg.